# 2016年リオデジャネイロパラリンピックのサモア選手団
2016年リオデジャネイロパラリンピックのサモア選手団（2016ねんリオデジャネイロパラリンピックのサモアせんしゅだん）は、2016年9月7日から9月18日までブラジルのリオデジャネイロで開催された2016年リオデジャネイロパラリンピックサモア選手団の名簿。

## 選手団
- 人員: 選手 2人

## 種目別選手・スタッフ名簿及び成績

### 陸上競技
- アレフォシオ・ラキ（男子円盤投げ F37 脳性麻痺）33.53m 自己ベスト 12位
- マギー・アイオノ（女子円盤投げ F43/44 切断・機能）19.56m 11位